# Phaseolus (dier)
Phaseolus is een monotypisch geslacht van tweekleppigen uit de  familie van de Phaseolidae.

## Soort
- Phaseolus ovatus (Seguenza, 1877) †